# Luxgen
La Luxgen Motor Co., Ltd. è una casa automobilistica taiwanese con sede a Sanyi, Miaoli, fondata nel gennaio 2009 dalla Yulon Motor, attuale proprietaria. La Luxgen attualmente produce autovetture anche in Cina traverso la joint-venture Dongfeng Yulon con sede a Hangzhou, Cina.

## La storia
La Luxgen è un marchio fondato dalla Yulon Motor per commerciare autovetture in Taiwan, lo stabilimento produttivo si trova a Miaoli in Taiwan; la casa attraverso una joint venture con la cinese Dongfeng Motor Group ha avviato anche la produzione dei modelli in Cina per commercializzarli sia sul mercato locale (evitando così le tasse sui beni d'importazione). Il primo modello presentato dalla casa viene denominato Luxgen7 MPV, si tratta di una monovolume sette posti medio-grande svelata nell'agosto del 2009 e prodotta a Miaoli in Taiwan. Progettata dalla divisione HAITEC, centro di ricerca e sviluppo della Yulon Motor, la Luxgen7 MPV utilizza un motore benzina 2,2 litri progettato dalla ChungHwa Engine insieme alla Delphi mentre la trasmissione è di origine Aisin.
Successivamente la casa presenta un secondo modello, la Luxgen7 SUV, un crossover grande a sette posti, sviluppato sul telaio della MPV, che sarà prodotto oltre che in Taiwan anche in Cina dalla Dongfeng. Il motore è lo stesso 2,2 litri con sovralimentazione Garret. Sul mercato cinese la SUV viene venduta con la denominazione U7 Turbo. Nel 2011 viene presentato il terzo modello, la Luxgen5 Sedan, berlina compatta disegnata da James Shyr, direttore del centro ingegneristico e stilistico HAITEC. La Luxgen5 Sedan entra in produzione nel 2012 e viene prodotta in Taiwan.
Recentemente la casa ha sviluppato in collaborazione con la AC Propulsion una versione elettrica della Luxgen7 MPV destinata alla produzione.

## Autovetture prodotte

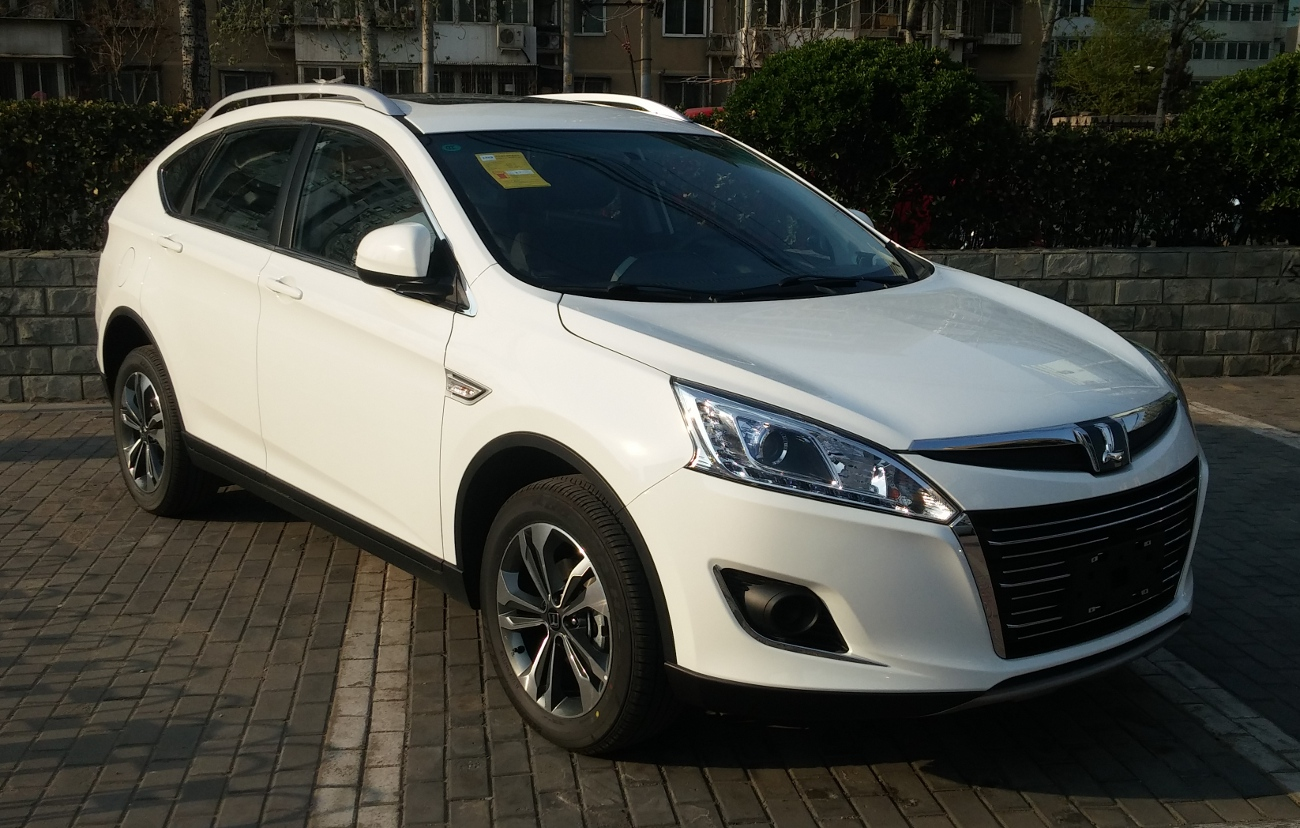
Una Luxgen U6 in Cina

- Luxgen M7, monovolume introdotto nel 2009, chiamato per i primi anni di produzione Luxgen 7 MPV.
- Luxgen U7, crossover SUV di segmento D prodotto dal 2010 e basato sulla stessa piattaforma dell'M7.
- Luxgen U6, secondo crossover della casa entrato in produzione nel 2013 più compatto rispetto l'U7.
- Luxgen U5, crossover di segmento C prodotto a partire dal 2017 fino al 2020
- Luxgen URX, crossover suv compatto, prodotto a partire dal 2019